# نيوا
شركة نيوا (NIOA) هي شركة أسترالية للأسلحة والذخائر، يقع مقرها الرئيسي في بريسبان، كوينزلاند ، أستراليا. مملوكة لعائلة نيوا، وهي شركة خاصة تُورّد الأسلحة والذخائر للأسواق الرياضية، وقطاعات إنفاذ القانون، والعسكرية.    مؤسسها ورئيسها التنفيذي، روبرت نيوا، هو صهر السياسي الفيدرالي الأسترالي بوب كاتر . 

## روابط خارجية
- الموقع الرسمي